# Figuren der Phantastische-Tierwesen-Reihe
Dieser Artikel beschreibt Figuren aus der Filmreihe Phantastische Tierwesen von Joanne K. Rowling und der begleitend erschienenen Kurzgeschichtensammlung Die Geschichte der Magie in Nordamerika, zu der auch die später veröffentlichten Geschichten Ilvermorny-Schule für Hexerei und Zauberei und Magischer Kongress der Vereinigten Staaten von Amerika gezählt werden. Zum ersten Film erschien zudem das Begleitbuch mit dem Titel Fantastic Beasts and Where to Find Them – The Original Screenplay, das das komplette Skript des Films enthält und die darin vorkommenden phantastischen Tierwesen und Figuren vorstellt. Weitere Figuren werden im Mobile Game Fantastic Beasts: Cases From The Wizarding World erwähnt, das von Warner Bros. Interactive Entertainment begleitend veröffentlicht wurde.
Außer diesem Artikel, der die Figuren behandelt, gibt es einen weiteren, in dem die Begriffe und Handlungsorte der Phantastische-Tierwesen-Reihe näher beschrieben werden.

## Menschen

### Zauberer

#### Able Fleming
Able Fleming war ein Präsident des MACUSA, als sich dieser in Baltimore befand.

#### Abraham Potter
Abraham Potter gehörte zu den ersten zwölf Auroren, die Josiah Jackson rekrutiert hatte. Abraham Potter ist ein entfernter Verwandter von Harry Potter.

#### Adrian Tutley
Adrian Tutley war ein Zauberer und Animagus, der sich in eine Rennmaus verwandeln konnte.

#### Anton Vogel
Anton Vogel war der deutsche Zaubereiminister und ein Anhänger von Gellert Grindelwald.

#### Aristotle Zwölfbaum
Aristotle Zwölfbaum (Aristotle Twelvetrees) ist ein Zauberer, der während der Präsidentschaft von Emily Rappaport im späten 18. Jahrhundert als Hüter der Dragots diente.

#### Dorcus Zwölfbaum
Dorcus Zwölfbaum (Dorcus Twelvetrees) ist die Tochter von Aristotle Zwölfbaum. Ihr Geheimnisverrat der Adressen des MACUSA und der Ilvermorny-Schule Ende des 18. Jahrhunderts hatte weitreichende Folgen für die amerikanische Zauberwelt.

#### Theophilus Abbot
Theophilus Abbot ist ein Magie-Historiker.

#### Babajide Akingbade
Babajide Akingbade ist ein ehemaliger Schüler der Zauberschule Uagadou in Uganda und unterstützte später Albus Dumbledore in der Internationalen Zauberervereinigung als Supreme Mugwump.

#### Benedita Dourado
Benedita Dourado ist die Leiterin der Zauberschule Castelobruxo in Brasilien.

#### Chadwick Boot
Chadwick Boot ist ein Junge, der von Isolt Sayre gerettet und von ihr und ihrem späteren Mann James in Ilvermorny aufgenommen wurde. Chadwick wurde zum versierten und weit gereisten Zauberer und verfasste die Bücher Chadwicks Charms, Band I-VII, die bis heute als Standardtexte in Ilvermorny gelesen werden. Später heiratete er Josefina Calderon, und die Familie Calderon-Boot gilt bis heute als eine der bekanntesten Zauberfamilien in Amerika.

#### Charity Wilkinson
Charity Wilkinson war die dritte Präsidentin des MACUSA. Wilkinson gehörte zudem zu den ersten zwölf Auroren, die Josiah Jackson rekrutiert hatte.

#### Credence Barebone
Credence ist der mysteriöse Adoptivsohn von Mary Lou, die ihn misshandelt. Credence ist leicht zu manipulieren, als er von dem Auror Percival Graves in den Straßen New Yorks aufgespürt wird, der den verstörten jungen Mann hiernach unter seine Fittiche nimmt. Credence ist ein sehr mächtiger Zauberer, doch dadurch, dass er zeit seines Lebens seine Zauberkräfte unterdrückt hatte, entwickelte sich ein Obscurus (Obscurial), ein Wesen von dunkler, unkontrollierbarer Energie, das im Jahr 1926 die Bevölkerung von New York in Angst und Schrecken versetzte. Dieses tötet einen Menschen normalerweise schon im Kindesalter, durch seine enormen Kräfte konnte er jedoch überleben und Grindelwald versucht, ihn auf seine Seite zu ziehen, in der Hoffnung, er könne Albus Dumbledore töten. Nachdem irrtümlicherweise angenommen wurde, er sei getötet worden, floh er nach Paris. Dort lernte er den Maledictus Nagini kennen, die ihm auf der Suche nach seiner leiblichen Familie helfen wollte. Als Grindelwald jedoch verspricht, ihm seine wahre Identität zu offenbaren, folgt er ihm. In Nurmengard erzählt Grindelwald Credence, dass er angeblich ein verschollener Bruder von Albus Dumbledore sein soll. Sein wahrer Name sei Aurelius Dumbledore. Später stellt sich heraus, dass er der Sohn von Aberforth Dumbledore ist, zu dem er am Ende auch zurückkehrt.

#### Elizabeth McGilliguddy
Elizabeth McGilliguddy war die Präsidentin des MACUSA um das Jahr 1777 herum.

#### Emily Rappaport
Emily Rappaport war die fünfzehnte Präsidentin des MACUSA und erließ 1790 das später nach ihr benannte Rappaports Gesetz, das die strikte Trennung zwischen der magischen Gemeinschaft und der No-Maj-Gesellschaft zum Ziel hatte.

#### Eulalie Hicks
Die Hexe Professor Eulalie Hicks, die mit Spitznamen auch „Lally“ genannt wird, ist eine Lehrerin an der Ilvermorny School of Witchcraft and Wizardry.

#### Gellert Grindelwald
Gellert Grindelwald war vor dem Erscheinen von Lord Voldemort in der Zaubererwelt als bösester Zauberer berüchtigt. Der schwarze Magier stand zuerst in einer sehr engen Beziehung zu Albus Dumbledore. In den 1920er Jahren geriet Gellert Grindelwald wegen seiner Verbrechen auch in die Schlagzeilen der amerikanischen Medien. So wurde im New York Ghost berichtet, dass die Internationale Zaubergemeinschaft ihre Suche nach Grindelwald intensiviert habe. Als sich Newt Scamander in New York aufhält, vermutet Seraphina Picquery, die Präsidentin des MACUSA, dass die Geschehnisse in der Stadt auch mit Grindelwalds Angriffen in Europa in Zusammenhang stehen. Im Jahr 1945 besiegte Dumbledore ihn dann schließlich.

#### Gondulphus Graves
Gondulphus Graves gehörte zu den ersten zwölf Auroren, die Josiah Jackson rekrutiert hatte. Ein direkter Nachfahre von ihm ist Percival Graves, der später ebenfalls als Auror für den MACUSA arbeitet.

#### Gormlaith Gaunt
Gormlaith Gaunt war eine Nachkommin von Morrigan und von Salazar Slytherin, weshalb sie Parsel sprach und daher auch von Schlangen verstanden wurde. Gormlaith war ein fanatisches Reinblut und glaubte, ihre Schwester führe durch ihren Umgang mit Muggel-Nachbarn deren Tochter Isolt auf einen gefährlichen Weg, die dann möglicherweise einen Nichtzauberer heiraten könne. Um dies zu verhindern, steckte Gormlaith das Haus ihrer Schwester und deren Mannes William Sayre in Brand, bei dem beide ums Leben kamen. Die Tochter hingegen rettete sie und zog diese, durch Magie vor anderen Menschen verborgen, groß, um Isolt so auf den rechten Pfad zurückzuführen. Gormlaith wurde in einem Kampf von dem Pukwudgie William getötet.

#### Irene Kneedander
Irene Kneedander war die ehemalige Vorsitzende des Ausschusses für den Schutz magischer, humanoider Arten und wurde später für die Sasquatch-Rebellion verantwortlich gemacht.

#### Isolt Sayre
Isolt Sayre ist die Tochter von William Sayre und war die Gründerin der amerikanischen Zauberschule Ilvermorny und deren erste Leiterin. Isolt Sayre wurde um 1603 herum als Nachkommin zweier reinblütiger Zauberfamilien geboren und verbrachte ihre früheste Kindheit in einem Tal im County Kerry in Irland. Ihr Vater gab ihr wegen ihrer Affinität für alle natürlichen Dinge als Kind den Spitznamen Morrigan. Als Isolt fünf Jahre alt war, kamen ihre Eltern bei dem Brand des Hauses, in dem sie geboren wurde, ums Leben. Isolt wurde von Gormlaith Gaunt aus dem Feuer gerettet. Später musste Isolt erkennen, dass ihre mutmaßliche Retterin in Wirklichkeit den Brand selbst gelegt hatte.
Gormlaith zog sie dann, durch dunkle Magie vor den Menschen versteckt, groß. Als Isolt das Alter erreichte, eine Zauberschule zu besuchen, verweigerte ihr Gormlaith, nach Hogwarts zu gehen, als sie von dort eine Einladung erhielt, weil sie die Schule für eine egalitäre Einrichtung voller Schlammblüter und hierdurch als gefährlich für Isolt hielt. Sie unterrichtete Isolt schließlich selbst. Das Mädchen träumte dennoch von Hogwarts. Als Isolt 17 Jahre alt war, konnte sie aus ihrer Gefangenschaft fliehen, ging kurze Zeit nach England, um sich dann 1620 mit kurz geschnittenem Haar unter dem Namen Elias Story mit der Mayflower auf den Weg in die Neue Welt zu machen. Unter den anderen Passagieren, die meist Puritaner waren, fand Isolt nur wenig Freunde. Im Norden Amerikas angekommen, erkennt Isolt schnell, dass es auch hier magische Wesen gibt. So nahm Isolt einen Pukwudgie bei sich auf, der verletzt war, und pflegte diesen gesund. Ihm gab Isolt den Namen William, den auch ihr verstorbener Vater getragen hatte.
Später gründete Isolt in dem Steinhaus, in dem sie mit ihrer neuen Familie lebte, die erste Zauberschule Nordamerikas. Um Chadwick und Webster Boot, zwei Jungen, die sie und ihr späterer Mann James bei sich aufgenommen hatten, eine magische Ausbildung zu ermöglichen, nannte sie das Zuhause fortan Ilvermorny. Dies war auch der Name der Hütte, in der sie geboren, die aber später von Gormlaith zerstört wurde. Nachdem sich herumgesprochen hatte, dass Isolt hier Zauberei unterrichtet, wurden nach und nach auch eine Reihe von magisch begabten Kindern der Ureinwohner und viele Kinder der aus Europa eingewanderten Siedler zu ihren Schülern. Später heirateten Isolt und James und bekamen die Zwillinge Martha und Rionach, wobei nur Letztere ihre magischen Fähigkeiten erbte.
Isolt Sayre wurde über 100 Jahre alt. Jedes Jahr finden sich an ihrem Todestag Butterblumen auf ihrem Grab.

#### Johannes Jonker
Johannes Jonker ist ein muggelstämmiger Zauberer, dessen No-Maj-Vater ein begabter Kunsttischler gewesen war. Jonker selbst wurde später zum begabten Zauberstabmacher, dessen Zauberstäbe äußerst begehrt und schon auf den ersten Blick zu erkennen waren, weil sie für gewöhnlich mit Perlmutt-Intarsien verziert waren.

#### Josiah Jackson
Josiah Jackson war der erste Präsident des MACUSA, nachdem dieser 1693 gegründet wurde. Oberste Priorität hatte für Jackson die umgehende Rekrutierung und Ausbildung von Auroren.

#### Leta Lestrange
Leta Lestrange war Newt Scamanders frühere große Liebe, und auch später hatte sie noch eine Art von Macht über ihn. Leta ist eine tragische Figur und eine ziemlich komplizierte Person. Sie ist die Halbschwester von Yusuf Kama und Schwester von Corvus Lestrange. Dieser wurde von ihrem Vater immer bevorzugt. Bei einer Schiffsfahrt tauschte sie ihn mit Credence, ebenfalls damals ein Baby, aus. Als das Schiff sank, konnten sie, die Halbelfe Irma und Credence gerettet werden, Corvus ertrank durch den Tausch jedoch. Leta wird am Ende des zweiten Teils von Grindelwald getötet.

#### Newt Scamander
Der exzentrische und introvertierte Zauberer und Fachmann für magische Tiere wurde am 24. Februar 1897 als Newton Artemis Fido Scamander geboren, gehörte in Hogwarts zum Hause Hufflepuff und lernte dort Albus Dumbledore kennen, der ihm sehr zugetan war. Newt wurde allerdings später wegen der Gefährdung von Menschenleben durch ein Tierwesen von der Schule verwiesen. Das war zwar Leta Lestranges Werk, mit der er eine enge Beziehung hatte, aber Newt hatte die Schuld dafür auf sich genommen. Auch der Einsatz von Dumbledore, der zu diesem Zeitpunkt als junger Lehrer in Hogwarts unterrichtete, konnte seinen Ausschluss nicht verhindern.
Fortan reist er auf der Suche nach magischen Tieren durch die Welt, stets begleitet von einem scheinbar reparaturbedürftigen Koffer, in dem er die Tierwesen versorgt, beschützt und viele wieder in ihre eigentliche Heimat zurückbringt. Diese leben nämlich in dem magisch extremst vergrößerten Gepäckstück, in dem ihr natürlicher Lebensraum nachgebildet ist, gegenüber Muggeln aber getarnt werden können. Im Alter von 29 Jahren reist der Magizoologe nach New York und lernt hier eine Reihe von Personen kennen, die ihn nicht nur bei seinen Forschungen und bei der Jagd auf Tierwesen unterstützen, sondern auch in seinem späteren Leben eine wichtige Rolle spielen sollen: unter anderem der No-Maj Jacob Kowalski und die beiden Hexenschwestern Tina und Queenie Goldstein. Im Auftrag von Albus Dumbledore bekämpfen sie gemeinsam den muggelfeindlichen Zauberer Gellert Grindelwald, der auf der ganzen Welt Anhänger um sich schart. Aus den auf den Reisen gesammelten Schriften über magische Tiere entsteht sein Buch Phantastische Tierwesen, welches das Standardwerk über die magische Tierwelt werden und 70 Jahre später auch von Harry Potter in der Schule gelesen werden soll. Newt fühlt sich bei seinen Tierwesen und Kreaturen wohler als in der Gegenwart anderer Menschen. Newts Bruder Theseus Scamander war ein Kriegsheld und arbeitete als Auror für das in London ansässige Zaubereiministerium. Anfangs hatten sie eine noch eher angespannte Beziehung, größtenteils verschuldet durch Theseus Verlobung mit Newts Jugendliebe Leta. Newt Scamander lebt noch heute.

#### Nicolas Flamel

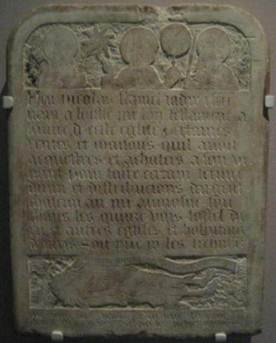
Der Grabstein von Nicolas Flamel

Nicolas Flamel (* 1300–1326) ist ein angesehener Alchemist, der den Stein der Weisen herstellte und gemeinsam mit Albus Dumbledore ein Standardwerk über Alchemie verfasste. Im 14. und 15. Jahrhundert wirkte Flamel in Paris, und es ranken sich zahlreiche Legenden um ihn. So soll er das ewige Leben entdeckt haben. Er erlangte postum als Alchemist Berühmtheit. Der Legende zufolge soll er den Stein der Weisen gefunden und die Unsterblichkeit erlangt haben. Sein Ruf als Alchemist war ihm insbesondere deshalb zugekommen, weil man sich seinen Reichtum zu Lebzeiten nicht erklären konnte.

#### Morrigan
Morrigan war eine berühmte irische Hexe. Zu ihren direkten Nachfahren gehören unter anderem Gormlaith Gaunt, William Sayre und seine Tochter Isolt, die beide ebenfalls noch in Irland geboren wurden, und Isolts in Amerika geborene Töchter Rionach und Martha Steward.

#### Percival Graves
Ein Zauberer, den Newt Scamander während seiner Reise durch New York trifft. Der einflussreiche Auror des MACUSA ist die rechte Hand der Präsidentin der amerikanischen Zaubererwelt Seraphina Picquery. Percival Graves leitet in den 1920er Jahren die Abteilung für magische Strafverfolgung des MACUSA. Er ist ein direkter Nachfahre von Gondulphus Graves, der zu den ersten zwölf Auroren gehört, die Josiah Jackson rekrutiert hatte. Während Mary Lou Barebone als fanatische Anführerin der Second Salemers die Stimmung gegen die New Yorker Zauberwelt anheizt, versucht Percival Graves über ihren Adoptivsohn Credence an Informationen über einen jungen, sehr mächtigen Zauberer zu kommen, den er in New York vermutet. Von dem verstörten jungen Mann weiß niemand, dass er der gesuchte Zauberer ist (und nicht der Squib, für den er irrtümlich gehalten wurde), aber auch Percival Graves ist nicht der, für den er sich ausgibt. Dieser wurde nämlich zu einem unbekannten Zeitpunkt von Grindelwald überwältigt, der anschließend seine Gestalt annahm, um den MACUSA zu infiltrieren und einen Obscurial aufzuspüren.

#### Porpentina Esther Goldstein
Porpentina, kurz Tina, Goldstein (* 19. August 1901) ist eine gebürtige US-Amerikanerin, die Newt Scamander 1926 in New York kennenlernt. Sie ist sehr bodenständig und praktisch veranlagt. Von ihren Freunden und ihrer Familie wird sie auch Tina genannt. Sie ist eine entfernte Verwandte von Anthony Goldstein, der zum Hause Ravenclaw gehört und in Harry Potter und der Orden des Phönix Dumbledores Armee beitritt. Sie selbst besuchte, wie auch ihre Schwester Queenie, die amerikanische Zauberschule Ilvermorny und gehörte dort dem Haus Thunderbird an. Tina ist eine ehrgeizige Mitarbeiterin und ehemalige Aurorin des MACUSA, wird aber zu Arbeiten verdonnert, die weit unter ihren Fähigkeiten liegen, nachdem sie Mary Lou Barebone, die Anführerin der Zweiten Salemer, einer Hexenverfolgungsorganisition, angegriffen hat. Wie ihre Schwester Queenie Goldstein arbeitet Tina im Zauberstab-Lizenzierungsbüro des MACUSA, wo sie einem niederen Schreibtischjob nachgeht. Am Ende wird sie wieder zur Aurorin befördert, später sogar zur Leiterin des Aurorenbüros. Sie teilt mit Queenie eine Wohnung in einem Sandsteinhaus in 679 West 24th Street in New York. Nach der Hochzeit mit Newt zieht sie zu ihm nach England.

#### Queenie Goldstein
Queenie Goldstein (* 6. Januar 1903) ist die jüngere Schwester von Tina Goldstein und wohnt mit dieser zusammen in einem Sandsteinhaus in 679 West 24th Street in New York. Wie ihre Schwester arbeitet Queenie im Zauberstab-Lizenzierungsbüro des MACUSA, wo sie einem niederen Schreibtischjob nachgeht. Queenie kann Gedanken lesen (Legilimentik) und ist ein großherziger Freigeist. Sie verliebt sich in den No-Maj Jacob Kowalski, darf aber durch die strengen Gesetze der MACUSA nicht mit diesem zusammen sein. Nach Grindelwalds Versammlung auf dem Friedhof Père Lachaise in Paris tritt sie dessen Gefolgschaft bei, im Glauben, er könne Jacobs und ihre Heirat ermöglichen. Bei der Wahl des deutschen Zaubereiministers wird sie jedoch vom Gegenteil überzeugt und wechselt die Seite wieder. Anschließend heiraten Jacob und sie. Sie wird später Newt Scamanders Schwägerin.

#### Rionach Steward
Rionach Steward ist die Tochter von James Steward und Isolt Sayre und erbte als die Zweitgeborene im Gegensatz zu ihrer Zwillingsschwester Martha die magischen Fähigkeiten ihrer Mutter, der Gründerin von Ilvermorny, wo sie gemeinsam mit Chadwick und Webster von ihrer Mutter in den Zauberkünsten ausgebildet wurde. Rionach war später auch selbst eine der ersten Lehrerinnen Ilvermornys und gab dort lange Jahre Unterricht in Verteidigung gegen die Dunklen Künste. Als sie ein Kind war, wurde Ilvermorny von der Hexe Gormlaith Gaunt angegriffen. Durch ihr Schreien erweckten Rionach und ihre Schwester die Mutter aus einem magischen Schlaf, wodurch Isolt auf die bestehende Gefahr aufmerksam wurde. Ihren Namen hatte Rionach in Andenken an ihre verstorbene Großmutter, der Mutter ihrer Mutter, erhalten.

#### Seraphina Picquery
Madam Seraphina Picquery, eine außerordentlich begabte Hexe aus Savannah, ist von 1920 bis 1928 die Präsidentin des MACUSA. Seraphina Picquery war bei der Zuordnungszeremonie in Ilvermorny nach langer Zeit die erste Schülerin, die in allen vier Häusern der Schule einen Platz angeboten bekam, und entschied sich für das Haus Gehörnte Schlange.

#### Shikoba Wolfe
Shikoba Wolfe stammt vom Volk der Choctaw und war berühmt für ihre kunstvoll geschnitzten Zauberstäbe. Deren Kern bestand aus den Schwanzfedern des Donnervogels. Ihre Zauberstäbe galten als äußerst anspruchsvoll in der Handhabung, allerdings auch äußerst machtvoll.

#### Theseus Scamander
Der ältere Bruder von Newt Scamander ist ein Kriegsheld und arbeitet als Auror für das in London ansässige Zaubereiministerium. Er war mit Leta Lestrange verlobt, was zwischen ihm und Newt Spannungen auslöste.

#### Thiago Quintana
Thiago Quintana war in der magischen Welt für seine geschmeidigen, meist sehr langen Zauberstäbe bekannt. Nur Quintana allein wusste, wie man ein White-River-Ungeheuer anlockte, dessen transparente Rückendornen in den Kern der Zauberstäbe eingearbeitet wurden.

#### Thornton Harkaway
Thornton Harkaway war Präsident des MACUSA um das Jahr 1760 herum. Er verlegte den MACUSA nach Williamsburg in Virginia, wurde aber nach Verletzung des Geheimhaltungsabkommens aus seinem Amt entlassen.

#### Violetta Beauvais
Violetta Beauvais ist eine legendäre Zauberstabmacherin aus New Orleans. Viele Jahre wollte sie das Geheimnis des Kerns ihrer Zauberstäbe nicht preisgeben.

#### Webster Boot
Wie sein Bruder Chadwick wurde auch Webster Boot von Isolt Sayre gerettet. Wie auch sein Bruder verteidigte er beim Angriff von Gormlaith Gaunt sein neues Zuhause Ilvermorny. Webster wurde später freischaffender Auror, weil es damals in Nordamerika noch keine Gerichtsbarkeiten und Gesetze für Zauberer gab. Während eines Aufenthaltes in London lernte Webster eine schottische Hexe kennen, die dort im Zaubereiministerium arbeitete.

### No-Majs

#### Henry Shaw senior
Henry Shaw senior ist ein Zeitungsmagnat. Sein Sohn Henry Shaw junior ist in den 1920er Jahren New Yorker US-Senator. Dieser stirbt während einer Rede nach einem Angriff durch ein magisches Wesen.

#### Jacob Kowalski
Jacob Kowalski ist ein mit Newt Scamander befreundeter No-Maj, der ihn auf seinen Abenteuern in New York begleitet. Jacob und er treffen im Dezember 1926 in der Steen National Bank aufeinander, wo Newts Niffler verloren geht und er ein silbernes Occamy-Ei des Magizoologen in die Hände bekommt, weil die beiden vor der Bank versehentlich ihre Koffer vertauscht haben. Der optimistische ehemalige Soldat und jetzige Fabrikarbeiter lernt das Backhandwerk, träumt von der Eröffnung seiner eigenen Bäckerei und entdeckt nach seiner Bekanntschaft mit Newt und anderen Zauberern eine völlig neue Welt. Die Welt der Zauberer begeistert ihn und er verliebt sich in die Hexe Queenie, die er später dann auch heiratet. Jan Kowalski, ein polnischer Adeliger, ist ein Verwandter von Jacob.

#### James Steward
James Steward war ein No-Maj, dem Isolt Sayre, als er ein junger Mann war, verraten hatte, dass sie eine Hexe ist. Er half ihr dabei, die Brüder Chadwick und Webster Boot gesund zu pflegen, und verliebte sich später in Isolt. Trotz seiner anfänglichen Vorbehalte gegenüber der Zauberei heiratete James die damals ebenfalls noch junge Hexe, und die beiden bekamen selbst eigene Kinder. Von den Zwillingen Martha, die nach James’ verstorbener Mutter benannt wurde, und Rionach, nach dem Namen von Isolts Mutter benannt, erbte nur eine die magischen Fähigkeiten ihrer Mutter. James wurde über 100 Jahre alt.

#### Mary Lou Barebone
Mary Lou Barebone ist die engstirnige Anführerin der fanatischen Second Salemers, einer Gruppe, die versucht, Hexen und Zauberer aufzuspüren und zu vernichten. Mary Lou tritt in einem Wahlkampf in New York als Demagogin auf und strebt eine Politik von Teilen und Herrschen an. Sie ist die Adoptivmutter von Chastity, Credence und Modesty Barebone. Sie wird von Credence getötet, nachdem sie den Jungen jahrelang misshandelt hat.

#### Modesty Barebone
Modesty ist ein, wie ihr Name schon sagt, bescheidenes, geistvolles junges Mädchen von besonderer Kraft und Stille. Sie hat besondere empathische Fähigkeiten und kann tief in die Menschen hineinblicken und sie verstehen. Sie ist das jüngste Adoptivkind von Mary Lou Barebone und die Adoptivschwester von Credence und Chastity Barebone.

### Squibs

#### Bartholomew Barebone
Bartholomew Barebone ist ein No-Maj und der Abkömmling eines Reinigers. Barebone brachte die geheimen Adressen des MACUSA und der Ilvermorny-Schule in Erfahrung und machte sich anschließend gemeinsam mit seinen Freunden daran, alle Hexen und Zauberer in der näheren Umgebung zu verfolgen und wenn möglich zu töten. Allerdings wurde Bartholomew kurz darauf verhaftet und für sein Verbrechen eingesperrt.

#### Martha Steward
Martha Steward ist die Tochter von James Steward und Isolt Sayre und die Zwillingsschwester von Rionach Steward. Sie wurde, anders als ihre Schwester, als Squib geboren und hatte nicht die magische Begabung ihrer Mutter geerbt. Martha wuchs in Ilvermorny auf, wo sie mitansehen konnte, wie ihre Schwester und die Jungs, die ihre Eltern bei sich aufgenommen hatten, von ihrer Mutter in den Zauberkünsten ausgebildet wurden.

## Zauberwesen

### Gnarlack
Gnarlack ist ein Kobold und ein Gangster, der in den 1920er Jahren während der Prohibition in den Vereinigten Staaten im Greenwich Village ein Speakeasy für Gäste der magischen Gemeinschaft New Yorks betreibt. Er wird von Newt Scamander aufgesucht, als dieser Informationen benötigt.

### William
William war oder ist – man weiß nicht so genau, ob er noch lebt – ein Pukwudgie, der von Isolt Sayre gesund gepflegt wurde. Isolt gab ihm im Andenken an ihren verstorbenen Vater den Namen William. Später zeigte sich William erkenntlich, indem er ihre Familie rettete, als diese von Gormlaith Gaunt angegriffen wurde. William tötete hierbei Gormlaith mit einem seiner Giftpfeile. Letztlich zog William mit seiner eigenen Familie nach Ilvermorny und übernahm dort den Sicherheitsdienst der Zauberschule, weil er den Menschen nicht zutraute, sich selbst zu beschützen.

## Individuelle Tierwesen

### Dougal
Bei Dougal handelt es sich um Newts Demiguise, der aus seinem Koffer entkommt, als er sich in New York aufhält.

### Frank
Frank ist ein Donnervogel, mit dem Newt Scamander nach Amerika gekommen ist, um ihn in seinen natürlichen Lebensraum Arizona zurückzubringen. Newt hat ihn aus den Fängen von Händlern in Ägypten gerettet, weshalb Frank ihm vertraut.

### Pickett
Pickett ist einer von Newt Scamanders Bowtruckles, die er sich als Haustiere hält und die ihn auf seinen Reisen begleiten. Die anderen Bowtruckles von Scamander tragen die Namen Titus, Finn, Poppy, Marlow und Tom.

### Teddy
Teddy ist ein Niffler von Newt Scamander. Er begleitete Newt auf seiner Reise nach New York wo Newt Material für sein Buch suchte.

### Einstein
Einstein ist ein Niffler von Newt Scamander. Er ist eines der 4 Babys von Teddy.

### Alfie
Alfie ist ein Niffler von Newt Scamander. Er ist eines der 4 Babys von Teddy.

### Timothy
Timothy ist ein Niffler von Newt Scamander. Er ist eines der 4 Babys von Teddy.

### Baby Niffler (Name unbekannt)
Er ist ein Niffler von Newt Scamander und eines der 4 Babys von Teddy.